# Mašú (kaldera)
Mašú je poslední ze série velkých vulkanických kalder, nacházejících se na severovýchodě Hokkaida. Nachází se jihovýchodně od kaldery Kuččaro a má průměr asi 6 km. V současnosti je zalita vodou, čímž vytváří jezero stejného jména. V jezeře se nachází malý ostrůvek, který představuje vrchol dacitového lávového dómu. Na jihovýchodním okraji jezera se nachází menší andezitový stratovulkán Kamuinupuri, který se zformoval přibližně před 4000 lety, s poslední erupcí v roce 970 (±100let).